# Anton Tscharre
Anton Tscharre (cca 1849 – 26. června 1905 Sankt Jakob) byl rakouský politik německé národnosti z Korutan, na počátku 20. století poslanec Říšské rady.

## Biografie
Byl prezidentem c. k. zemědělské společnosti. Obce Pustritz a Hörtendorf mu udělily čestné občanství. Zastával funkci prezidenta zemské zemědělské společnosti v Korutanech. Byl i členem státní železniční rady.
Působil i jako poslanec Říšské rady (celostátního parlamentu Předlitavska), kam usedl ve volbách roku 1901 za kurii venkovských obcí v Korutanech, obvod Klagenfurt, Völkermarkt. Poslancem byl do své smrti roku 1905. Pak ho v parlamentu nahradil Friedrich Seifriz. Ve funkčním období 1901–1907 se uvádí jako Anton Tscharre, statkář.
Ve volbách do Říšské rady roku 1901 se uvádí jako kandidát Německé lidové strany. Po smrti poslance Eduarda Wolffhardta byl zvolen do předsednictva strany.
Zemřel po dlouhé a bolestivé nemoci v červnu 1905 ve věku 56 let, na svém statku Sankt Jakob u Klagenfurtu. Trpěl srdeční nemocí. Počátkem května 1905 se odjel léčit do Bad Nauheimu. Léčba ale neměla pozitivní výsledky. V červnu se vrátil do svého domovského kraje.